# 瓦爾伊格爾科夫 (阿肯色州)
瓦爾伊格爾科夫（英語：War Eagle Cove）是位於美國阿肯色州華盛頓縣的一個非建制地區。該地的面積和人口皆未知。

## 地理
瓦爾伊格爾科夫的座標為36°10′30″N 93°56′06″W / 36.17500°N 93.93500°W，而該地的平均海拔高度為353米（即1158英尺）。